# Bejtkeremské údolí
Bejtkeremské údolí (hebrejsky בקעת בית כרם‎, Bik'at Bejt Kerem, v přepisu do angličtiny: Beit Kerem nebo Bet Kerem) je údolí na pomezí Horní a Dolní Galileje v severním Izraeli. Název pochází od starověkého sídla Bejt Kerem, které se v něm nacházelo.

## Přírodní geografie
Rozkládá se přibližně 25 km severně od Nazaretu a přibližně 30 km severovýchodně od Haify. Údolí má protáhlý tvar orientovaný východozápadním směrem a prohnutý mírně k severu. Na délku měří přibližně 15 km (včetně údolí Chananija, jež s ním sousedí na východní straně), na šířku necelých 5 km. Je obklopeno kopcovitou krajinou, zejména na severní straně, kde je výškový rozdíl mezi dnem údolí a okrajem svahů Matlul Curim až 500 m. Z terénního zlomu Matlul Curim vybíhají některé dílčí vrcholky jako Har Chaluc. Svahy pak pokračují i dál podél celé severní strany údolí, kde se nacházejí vrcholy jako Har Šezor, Har Hod a Har ha-Ari, které představují postupný přechod do předpolí masivu Har Meron.
Na západní straně se údolí zužuje a končí vrchy Har Gamal a Har Gilon. K jihu tu ovšem mezi Har Gilon a Har Karmi vybíhá menší boční údolí Bik'at Meged. Jižní hranice Bejtkeremského údolí je méně ostrá ve srovnání se severní stranou, ale i zde se rozkládá pás vyvýšených hor a svahů jako Giv'at Makoš, Giv'at Cuf a hlavně masiv Har Kamon.
Dno údolí je převážně ploché, byť ve srovnání s nedalekým Bejtnetofským údolím v Dolní Galileji nemá zcela rovinatý terén. Uprostřed se dokonce zvedají některé podružné pahorky, zejména Giv'at Zakif. Údolí tvoří hranici mezi Horní a Dolní Galileou. Je odvodňováno několika vodními toky k jihu, jihovýchodu a jihozápadu a netvoří jednu hydrologickou jednotku. Západní část odvodňuje tok Nachal Šagor, který pak ústí do Nachal Chilazon. Východní a jižní část spadá do povodí Nachal Šezor, do kterého přitékají od severu, z náhorních teras nad údolím další menší vádí jako Nachal Talil a Nachal Rama.

## Lidská geografie
Údolím vede dálnice číslo 85 spojující pobřežní planinu s centrální Galileou a s údolím řeky Jordán. Osídlení je zde etnicky smíšené. Převládají ale lidnatá města, která obývají izraelští Arabové jako Šagor, Nachf, Sadžur, Rama. Ta se vyvinula populačním růstem z původních vesnic. Roku 1964 zde bylo založeno židovské město Karmiel, které zaujímá jihozápadní kout údolí. Dno údolí má charakter souvisle urbanizovaného území s nízkým podílem volných ploch a zemědělské půdy. Rozkládá se tu také velká průmyslová zóna Karmi'el-východ.
Naopak řídké je osídlení na svazích a na náhorních terasách nad údolím. Zde se nacházejí zejména některá židovská sídla. Jde většinou o menší vesnice zřízené často v  70. a 80. letech 20. století v rámci programu Micpim be-Galil.